# Lataxiena solenosteiroides
Lataxiena solenosteiroides is een slakkensoort uit de familie van de Muricidae. De wetenschappelijke naam van de soort is voor het eerst geldig gepubliceerd in 2013 door Houart, Fraussen & Barbier.